# Accalai
Accalai è un cognome di lingua sarda.

## Varianti
Il cognome non presenta varianti.

## Origine e diffusione
Cognome tipicamente sardo, è presente prevalentemente a Ales, Baressa, Gesico, Macomer, Marrubiu, Oristano, Turri e Usellus.
Potrebbe derivare dall'unione dei cognomi Acca e Lai oppure dal termine (b)accalá, "baccalà".